# خريطة

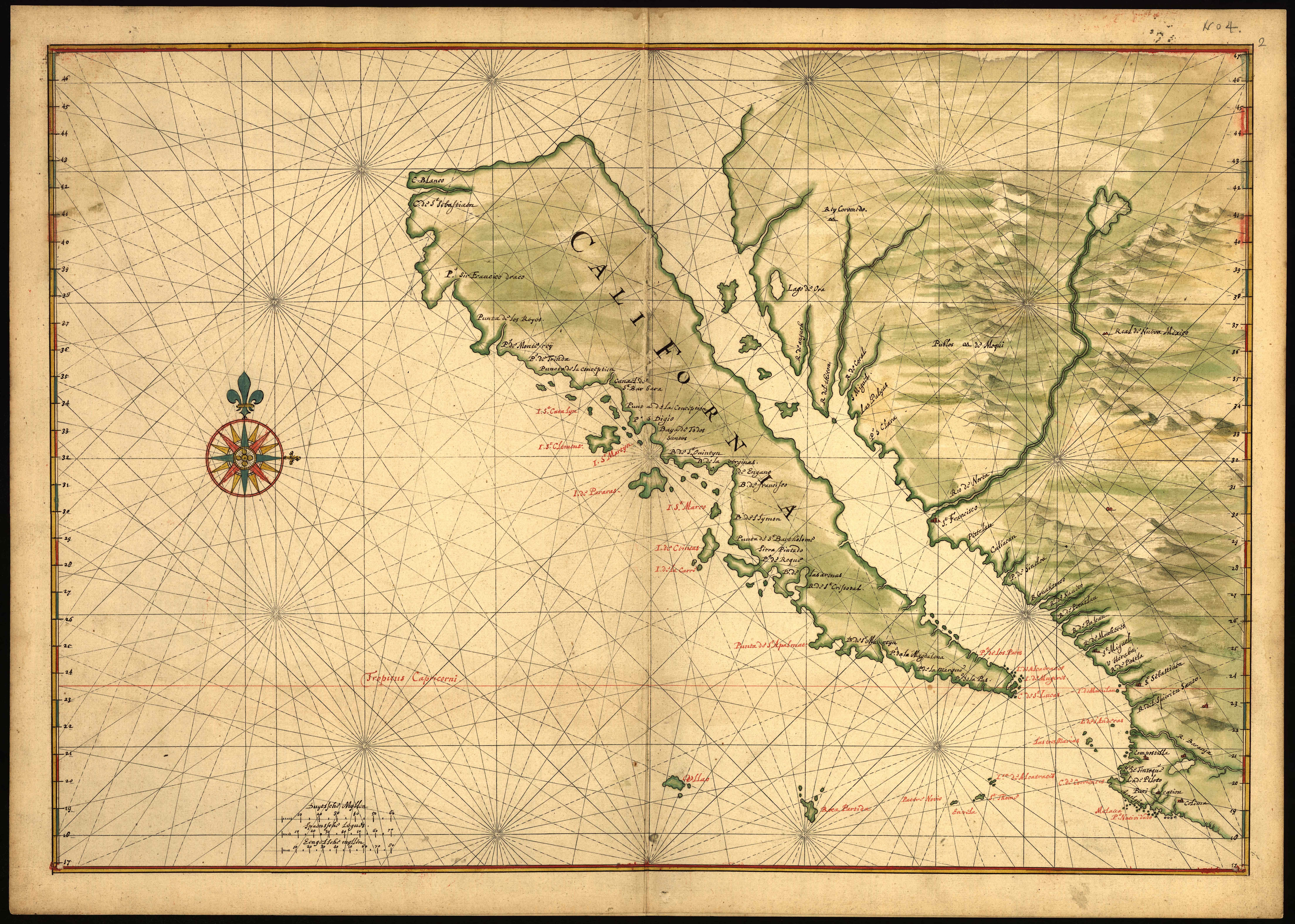
خريطة قديمة (حوالي 1650) تمثل شبه جزيرة كاليفورنيا على أنها جزيرة.

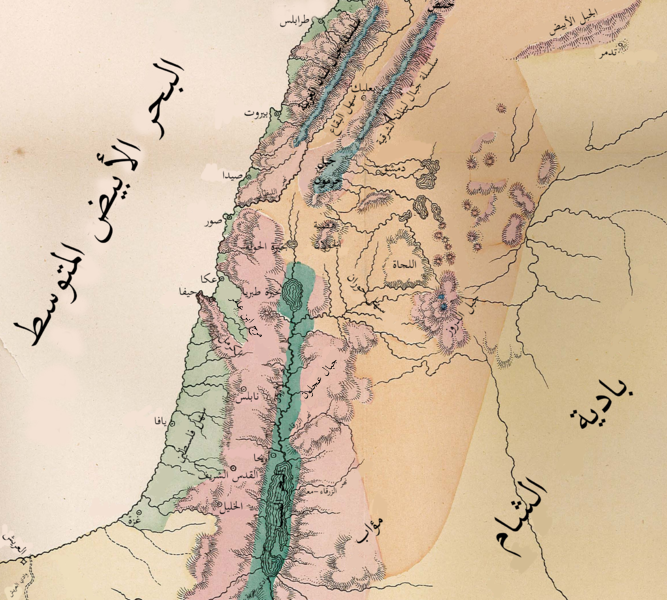
خريطة لتضاريس ومناخ جنوب بلاد الشام.

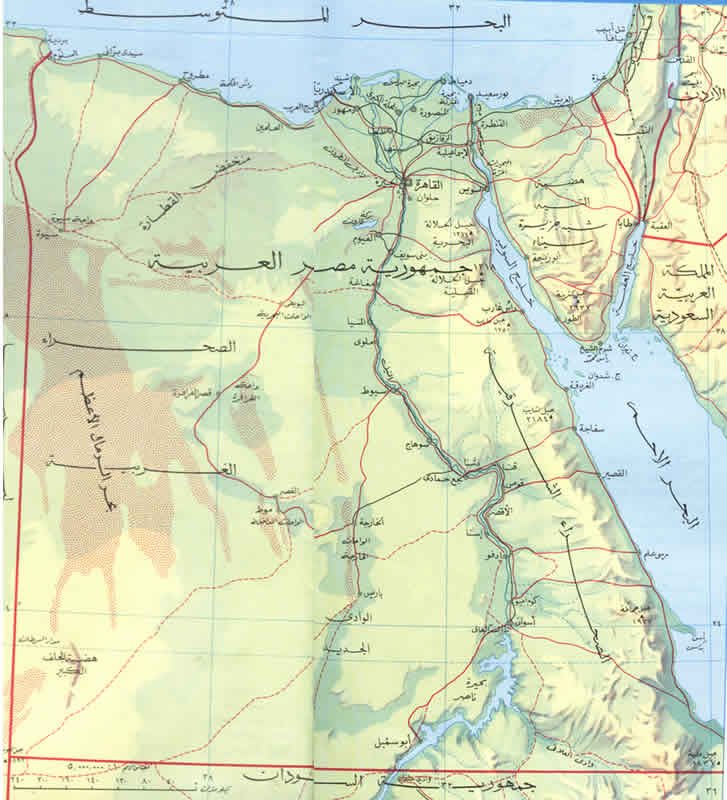
خريطة تضاريس مصر.

الخَرِيطَةُ صورة هيئة الأرض أو جزء منها. تختلف الخرائط عن الصور الجوية في أنها تحتوي على معلومات وتوضيح للمناطق الجغرافية. يسمى العلم المختص برسم خرائط بعلم الخرائط. اليوم يمكن أن ترسم الخرائط بأنظمة نظم المعلومات الجغرافية الحاسوبية، وهي قواعد بيانية جغرافية (مكانية) تحتوي على معلومات حول ما يوجد في الخرائط.
الخريطة أيضا بمفهومها الواسع هي حسب F. Joly: «تمثيل هندسي اصطلاحي لحالات وأوضاع نسبية، لظواهر محسوسة أو مجردة، قابلة للتموضع في المجال.»
كما انها: ”تمثيل هندسي مسطح ومبسط واصطلاحي لكل أو جزء من سطح الأرض.“
تعرف الخريطة أيضا بأنها رسم توضيحي لفضاء أو منطقة من فضاء ذات ملامح بارزة توضح العلاقة بين العناصر الموجودة في الفضاء المرسوم مثل
الكائنات والمناطق والمناظر.
إذا كانت الخرائط مطبوعة على الورق أو ظاهرة على شاشة الحاسوب فهي تكون صورة خيالية للعالم. السبب هو أن الكرة الأرضية ليست مسطحة الشكل كما هو الحال مع الورق أو الشاشات. الخرائط الوحيدة التي لا تعتبر خيالية هي الخرائط الموجودة على هيئة كرة. والخرائط غالباً ما تكون ثنائية الأبعاد (عدا خرائط الكرات). لم يكن من الممكن رسم خرائط ثلاثية الأبعاد إلا بالحاسوب.
لكل خريطة مقياس يحدد نسبة الصورة إلى الأبعاد الواقعية. بطبيعة الحال كلما زاد حجم الخريطة زاد عدد التفاصيل التي تحتويها. هناك عدة أنواع للخرائط، أبرزها الخرائط السياسية والجغرافية. الخرائط السياسية تركز على توضيح الحدود بين الدول. أما الخرائط الجغرافية فهي تختص بتوضيح مظاهر الجغرافيا الطبيعية في المناطق.
قد تكون الخريطة مجموعة خطوط كخريطة للطرق والأشكال الهندسية وقد تكون أكثر من مجرد خطوط كما في الصور والرسومات الملونة المستعملة في التضاريس، والطبقات، والتصوير المقطعي. كما أن أغلب الخرائط الحديثة تستخدم الشمال الجغرافي اتجاها مرجعيا.
أما الكارطوغرافيا فهي في آن واحد علم وفن وتقنية.
وتعرف اللجنة الفرنسية للكارطوغرافيا مصطلح الكارطوغرافيا بأنه «مجموع الدراسات والعمليات العلمية والفنية والتقنية، التي تتم انطلاقا من العمليات المباشرة (الميدانية) أو تلك المستمدة من استغلال الوثائق بهدف إعداد ووضع الخرائط والتصاميم وأشكال أخرى من التعبير وكذا استعمالاتها».

## تاريخ الخرائط

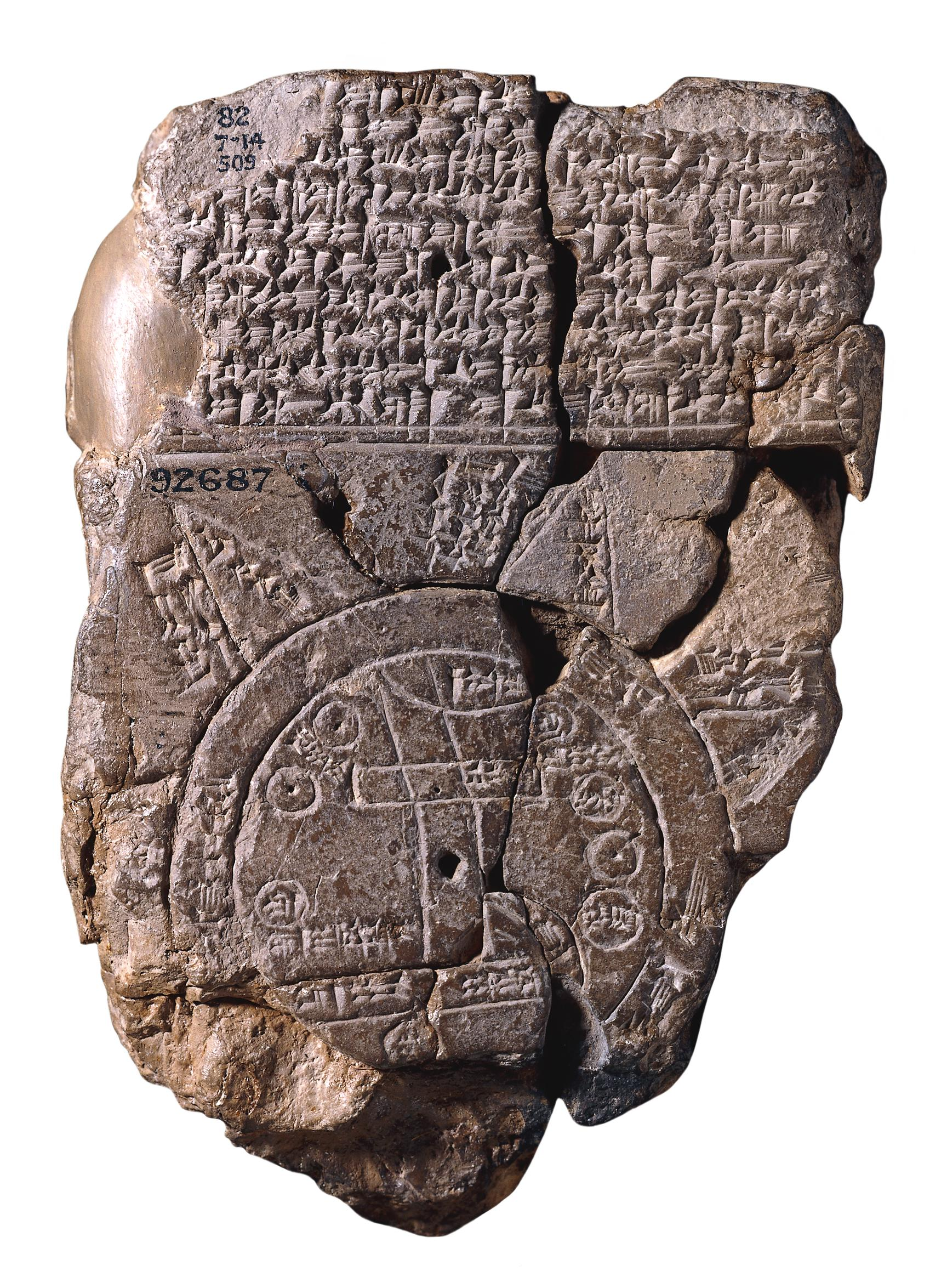
خريطة بابلية

تاريخ الخرائط عميق في القدم ويعتقد أنه يعود إلى آلاف السنين، ابتداء من رسم على الكهوف إلى الحضارات البابلية واليونانية، ثم العصور الوسطى وانتهاء بالعصور الحديثة. كما أن رسوم الخيال كانت قد سبقت رسوم الواقع حيث وجدت رسومات تخيلية للجنان قبل 18000 سنة على جدران الكهوف.

### الحضارة البابلية
بدأت الرسومات الدقيقة من قبل البابليون فقد عثر على لوح من الطين بمقياس 7.6 × 6.8 سم عام 1930 ميلادية بالقرب من كركوك بالعراق رسمت عليه خريطة لوادي، نهر بين تلتين ويقدر بانها تعود للقرون 24 إلى 25 قبل الميلاد كما أن خريطة أخرى تعود للقرون 12 إلى 14 قبل الميلاد اكتشفت في نفر (نيبور في السومرية) وكانت تصف جدران ومباني المدينة المقدسة. تعتبر خريطة العالم البابلية أقدم خريطة تمثيل وصفي-لاحرفي في العالم حيث تعود إلى عام 600 قبل الميلاد.

### الحضارة الفرعونية
مع أن الخرائط المصرية لم تلق اهتماما خاصا في الحضارات القديمة إلا أن بعض مما بقي من هذه الخرائط مثل بردية تورين التي تعود إلى 1300 قبل الميلاد وكانت تصف الجبال الواقعة شرق نهر النيل التي كانت مصدرا للتنقيب عن الذهب والفضة.
وتسمى هذه المنطقة أرض المعدن وهي المنطقة الواقعة بين نهر النيل والبحر الأحمر من جنوب أسوان،إلى أرض الحبشة وسكانها من النوبيين والبجا.

### الحضارة اليونانية
كان أناكسيماندر، وبطليموس، وهكتيوس، وإراتوستينس من أوائل اليونانين الذين رسموا الخرائط بالاستعانة بالرياضيات إضافة إلى الملاحظات المدونة من المستكشفين آنذاك. ويعتقد أن اناكسماندر كان أقدم يوناني رسم خريطة (تقريبا 611–546 ق.م) للعالم وكان مؤمنا بأن شكلها يشبه الأسطوانة المعلقة في الفضاء وأن عالمه يكون أعلى هذه الاسطوانة. بعد 50 عام تبعه هيكاتيوس من ميليتوس برسم خريطة أخرى شبهت عالمه بالقرص الدائري التي تكون اليونان مركزه من حولها المحيط. كما أن البحار سيلاكس كان أول من اضاف تعليمات الإبحار على الخرائط التي رسمها لتصبح معلما أساسيا فيما بعد لمنتجي الخرائط.
يعود الفضل الأكبر لبطليموس الذي اقترح أن الأرض يمكن تخيل شكلها الحقيقي إذا ما استعملت الحسابات الرياضية وعلم الفلك وتوصل إلى الفرضية الكروية للأرض كما اقترح ضرورة تحديد مركزها وعمل نظام إحداثيات وهذا ما ال اليه العلم الحديث في تصوير الأرض واستخدام إحداثيات الطول والعرض. كما أن ايراتوسينس اليوناني المصري كان أول من توصل إلى رسم وحساب تقريبي لمحيط الكرة الأرضية في تجاربه التي اجراها بالإسكندرية وتوصل إلى قيمة تقرييه بين 40000 إلى 46000 كم.

### الإمبراطورية الرومانية
أظهرت اليونسكو أول مرة اللوحة البويتينغرية عام 2007 وتعود إلى القرن الثاني عشر وهي خريطة منسوخة لخريطة أخرى تعود إلى القرن الخامس وتبين الطرق ابان الإمبراطورية الرومانية.

### الصين
عثر عام 1989 على سبع خرائط صينية في أحد الحفريات بولاية قين الصينية وكانت قبلها قد وجدت خرائط تعود إلى القرن الرابع قبل الميلاد وكانت تظهر أنظمة نهرية وأسماء رمزية لبعض المناطق الادراية ويعتقد أنها تمثل أقدم الخرائط الاقتصادية.

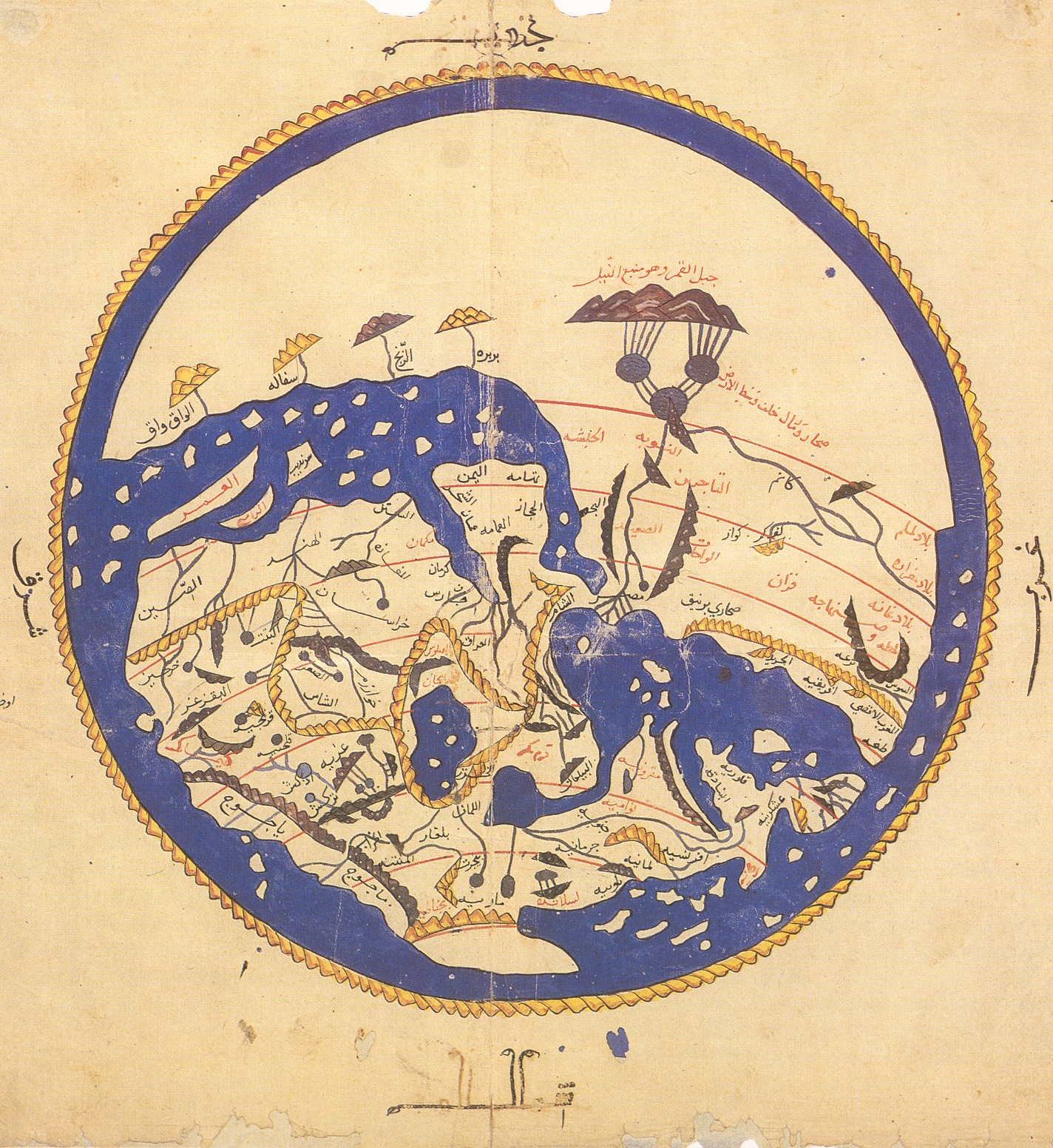
خريطة العالم للإدريسي

### الهند
كان الهنود مهتمين بالخرائط من الناحية التقديسية والتنجيم كما أنهم كانوا قد حددوا النجم القطبي مرجعًا في خرائطهم.

### دور العرب والمسلمين

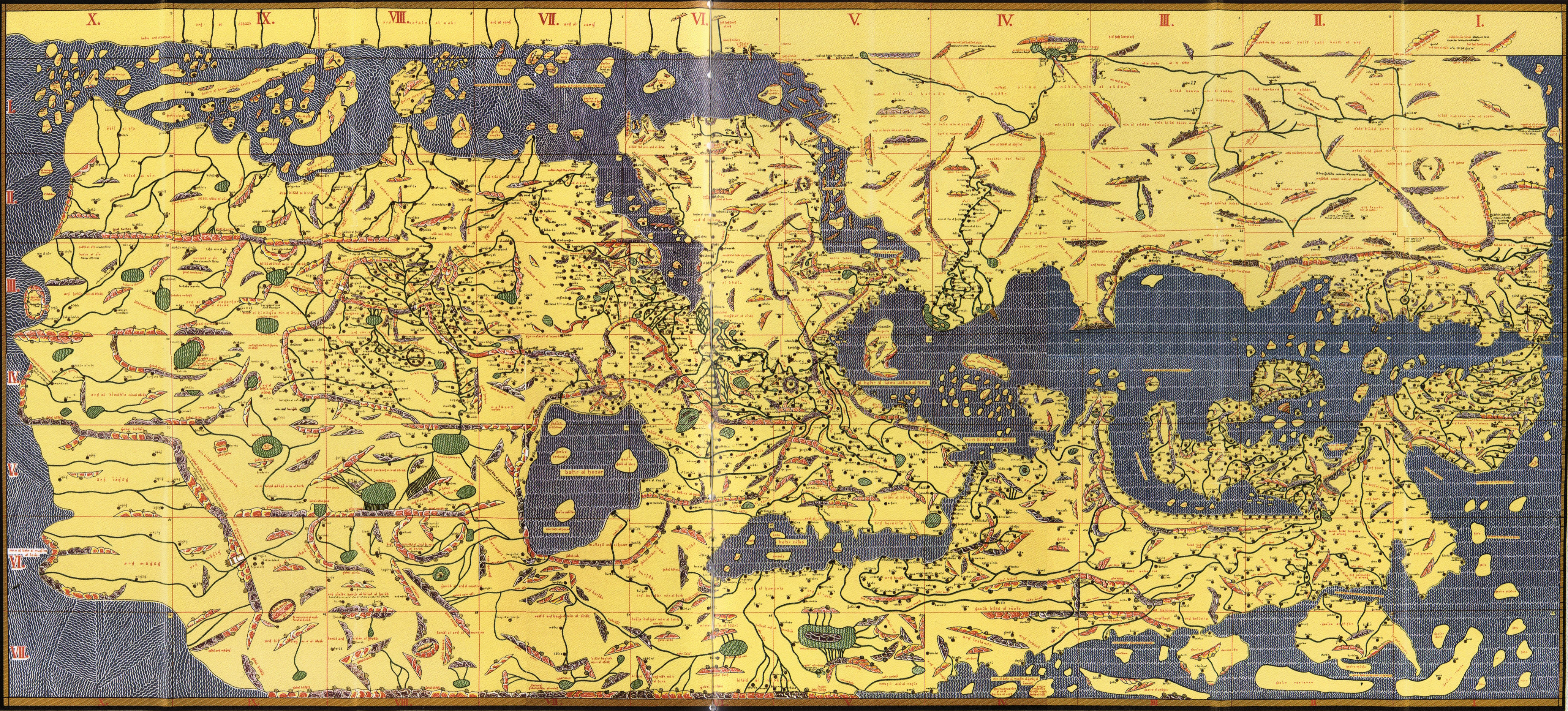
خريطة الادريسي

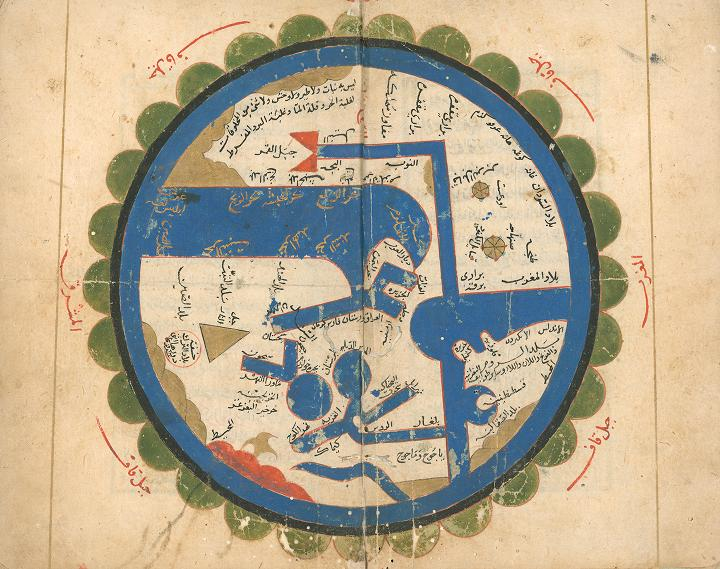
خريطة ابن الوردي

لعب العرب والمسلمون دورا كبيرا في تطور الخرائط إذ تعتبر خريطة الإدريسي من أدق الخرائط التي رسمت في العصور الوسطى. كان المأمون بن هارون الرشيد (218هـ / 833 م) قد أنفق أموالا طائلة لتخصيص بعثة لقياس محيط الأرض والتأكد من صحة حسابات إراتوستينس. استعمل علماء العرب آنذاك الزوايا والحسابات الرياضية واتخذوا من الدب القطبي مرجعا لحساباتهم ورسوماتهم كما أنهم استعملوا الميل العربي والحبال في قياساتهم بدلا من الميل اليوناني فتوصلوا إلى نتيجة مذهلة في حساب محيط الأرض فكانت حوالي 20400 ميل عربي أي حوالي 40000 كيلومتر وهي أدق نوعا ما من حسابات ايراتوسينس وقريبه جدا من المتوسط الفعلي لمحيط الأرض وهو 40,041.47 كم. ثم تطورت الخرائط العربية لتشمل الخرائط الإقليمية. ويعتبر عالم الرياضيات المروزي أول من أدخل نظام الهندسة الكروية وطرق إسقاط الخرائط للتحويل بين الإحداثيات الكروية والأنظمة الأخرى. كما يعتبر الادريسي من أشهر العلماء العرب في تطوير الخرائط وتدقيقها لما اضاف الأنهار، والمرتفعات، والبحيرات في الخريطة ووضع حدودا للدول واستخدم مقاييس رسم دقيقة، كما أنه من أوائل من وضعوا نظرية بطليموس واقعا عمليا بكرته الفضية التي رسم عليها عالمه الذي استكشفه.
وبعد عصر النهضة الأوروبية بدأت رحلات الاستكشاف للقارتين وأصبحت الخرائط في أوجّ قيمتها وغاية في الدقة والتفاصيل. اما العصر الحالي فهو يعتبر مكملا أساسيا حيث أصبحت الصور الملتقطة من الجو والفضاء الخارجي أكثر تأكيدا لما سبقها من خرائط كما اعتُمِد خط جرينتش كمعيار دولي ثابت للمصورين عام 1884.

## أنواع الخرائط

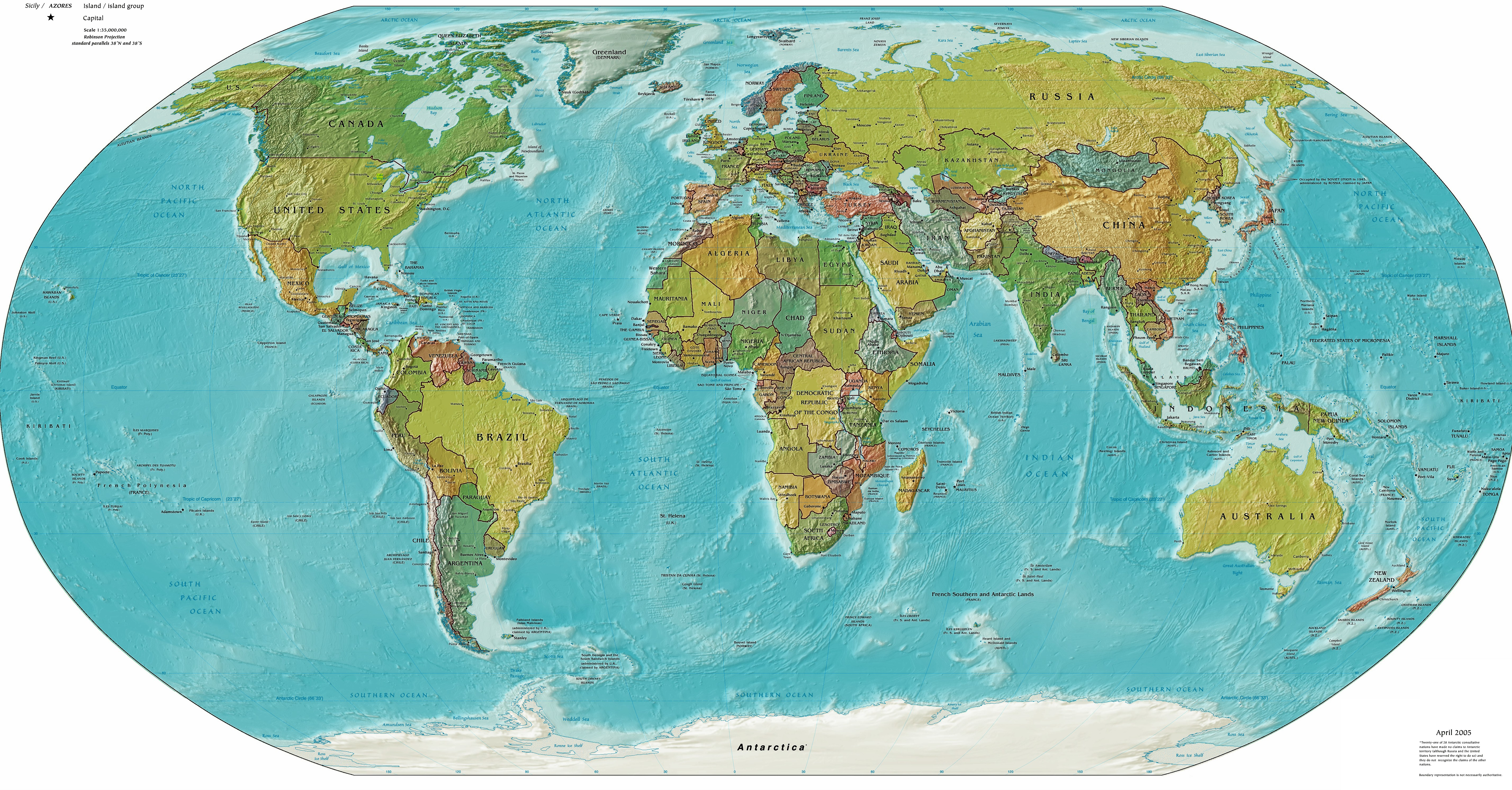
خريطة للعالم تبين الحدود السياسية بين الدول

خريطة العالم الجيوسياسية للسواحل والحدود الوطنية اعتبارًا من عام 2016.

- الخرائط السياسية: لزيادة الإيضاح تلون رقعة كل دولة بلون مميز لها.
- الخرائط الاقتصادية: تعنى هذه الخرائط بتحديد مناطق الثروات والفعاليّات الاقتصادية سواء كانت زراعية أم صناعية أم تجارية أم طرق مواصلات أم غيرها.
- الخرائط التضاريسية: تعنى بتمثيل سطح الأرض من جبال وسهول وهضاب وتلال وأودية وغير ذلك. ويستخدم في هذا النوع من الخرائط لتلوين أو التظليل لزيادة وضوح الخريطة ولتمييز الأشكال الأرضية المختلفة وتوزيعها.
- الخرائط البشرية: تهتم هذه الخرائط بتوزيع السكان على سطح الأرض، وبيان مناطق الكثافة السكانية وغير ذلك.
- الخرائط المناخية: تهتم بالظواهر المناخية السائدة، كتوزيع الحرارة والأمطار والرطوبة واتجاهات الرياح والضغط الجوي.

### المساحة الجيوديسية (الأرضية)
وهذا النوع من الأعمال المساحية يبحث في رسم الخرائط وتمثيل سطح الأرض على أنه كروي حقيقة حيث تكون المناطق المطلوب رسم خرائط لها في هذه الحالة شاسعة المسافة وهذا مما يؤدي إلى ظهور تأثير كروي للأرض عند إسقاط الخرائط على المستويات الأفقية - وفي هذه الحالة تكون الأبعاد التي تقاس بين المواقع وبعضها ليست خطوطاً مستقيمة بل هي أقواس من دوائر عظمى ولذلك تتبع في هذه الحالة طرق خاصة للعمل المساحي ويكون مقياس الرسم عادة صغير جداً أي يبدأ من 1 : 1000 وما إلى دون ذلك حتى 1 : 2000000.

### المساحة المستوية
وهذه الخرائط المساحية الخاصة بالمساحة المستوية تبحث في رسم وتمثيل سطح الأرض وتتكون الخريطة في هذه الحالة من الكروية تماماً وتكون الخريطة في هذه الحالة هي المسقط الأفقي لهذا السطح (المحدد) ويلاحظ أن هذا النوع من العمل المساحي يستعمل في رسم المسافات الصغيرة أو المتوسطة والمساحة المستوية في عمل نوعي من الخرائط المساحية مثلاً تضاريس بمقياس 1 : 9000000
- المساحة الطبوغرافية
- المساحة التفصيلية (الكدسترالية)

أولاً: الطبوغرافية
ويستهدف خرائط هذا النوع إلى بيان معالم الطبيعة كما يبين عليها التضاريس لسطح الأرض كما يبين عليها البحار والأنهار وطرق المواصلات على أختلاف أنواعها - كما يبين عليها بعض المباني والعقارات الموجودة والسكك الحديدية وما شابه ذلك وترسم هذه الخرائط بمقياس رسم متوسط وذلك بعد تجميع الخرائط الكدستراليه والتفصيلية المشتملة على المناطق على تحويلها لخرائط طبوغرافية وترسم بمقياس رسم
1 : 5000، 1 : 25000، 1 : 100.000
أو أكثر من ذلك بحيث حجم المناطق المراد رسمها.
- مقياس الرسم للخرائط

1. معلوم أن الغرض الأساسي من أعمال القياس في علم المساحة هو التوصل إلى عمل طريقة مساحية (مسقط أفقى) لمنطقة أو لقطعة أرض مبيناً عليها المنشآت الموجودة والمعالم الأخرى ولما كان من البديهى أنه ليس في الاستطاعة رفع أي منطقة من الطبيعة ورسمها على الورق بأبعادها الطبيعية لذا وجد تغيير هذه الأطوال جميعها بنسبة واحدة مناسبة وهذه النسبة تسمى بمقياس الرسم.
2. مدى الدقة المطلوبة من الخريطة فمثلاً إذا كانت إرشادية أو لمنطقة صحراوية فيختار مقياس رسم صغير أما إذا كانت دقيقة فيختار مقياس رسم كبير علماً بأن المقياس الكبير هو ما كان مقامة صغير فمقياس 1 : 100 أكبر من مقياس 1 : 1000.
3. أبعاد ورقة الرسم المطلوب رسم الخريطة عليها

فيكبر أو يصغر تبعاً لها ويعبر عن هذه النسبة في الخرائط بواحدة من طريقتين إما بالتعبير العددي بالأرقام أو بالتعبير التخطيطي بالرسم وأنواع مقاييس رسم الخرائط
1- مقياس رسم عددي 2- مقياس رسم تخطيطي 3- مقياس رسم نسبي.

## وجهة الخريطة
يعتبر الشمال مرجعا عاما يستعمل في العديد من الخرائط الا انه يستثنى من ذلك بعض الخرائط منها:
- الخرائط ثلاثية الابعاد مثل رسم الكرة الأرضية في شكل كروي أو دائري بارز.
- خرائط T-O.
- خرائط القطبين الشمالي والجنوبي.
- الخريطة المقلوبة (أي الجنوب في الأعلى بدلا من الشمال)

## مقياس الرسم
يعتبر مقياس الرسم عنصرا هاما في رسم الخريطة والتعامل بها. غالبا ما تكون الخرائط مصغرة إلى حد كبير وهنا تستخدم النسبة على الشكل 1:n (تقرأ 1 إلى n حيث n رقم اخر أكبر من الواحد في المقياس المصغر، اصغر من الواحد في المقياس المكبر، تساوي الواحد لنفس القياسات). الكثير من الخرائط المستخدمة عالميا تكون ذات مقياس رسم 1:10000 أي أن أي مقياس مرسوم على الخريطة أصغر بـ10000 مرة مما هو فعليا في الطبيعة. تتناسب دقة الرسم عكسيا مع مقياس الرسم لنفس مساحة الخريطة أي ان المقاييس ذات 1:10000 تحوي تفاصيل أكثر من تلك المرسومة بمقياس رسم 1:1000000.